# Projekt 23550
Projekt 23550 (rusky: проект 23550) je třída víceúčelových arktických oceánských hlídkových lodí ruského námořnictva. Některé prameny je vzhledem k plánované silné výzbroji označují jako arktické korvety. Plavidla mají být schopna plnit role hlídkových lodí, ledoborců a remorkérů. Plavidla významně zvýší bojové schopnosti ruského námořnictva v Arktidě, kde země mimo jiné vede spory o podmořská naleziště nerostných surovin.

## Stavba
V dubnu 2016 byla u JSC Admiralitní loděnice v Petrohradu objednána stavba dvou arktických hlídkových lodí, navržených konstrukční kanceláří JSC Almaz. Stavba první jednotky začala v září 2016, přičemž
její kýl byl založen 20. dubna 2017. Dodání prototypu bylo původně plánováno na rok 2021.
Jednotky projektu 23550:
| Jméno              | Uživatel             | Loděnice                        | Založení kýlu      | Spuštěna          | Vstup do služby | Status    |
| ------------------ | -------------------- | ------------------------------- | ------------------ | ----------------- | --------------- | --------- |
| Ivan Papanin (400) | Ruské námořnictvo    | Admiralitní loděnice, Petrohrad | 20. dubna 2017     | 25. října 2019    |                 | ve stavbě |
| Nikolaj Zubov      | Ruské námořnictvo    | Admiralitní loděnice, Petrohrad | 27. listopadu 2019 | 25. prosince 2024 |                 | ve stavbě |
| Purga (475)        | Ruská pobřežní stráž | Vyborg                          | 25. července 2020  | 7. října 2022     |                 | ve stavbě |
| Dzeržinskij        | Ruská pobřežní stráž | Vyborg                          | 22. prosince 2023  |                   |                 | ve stavbě |

## Konstrukce

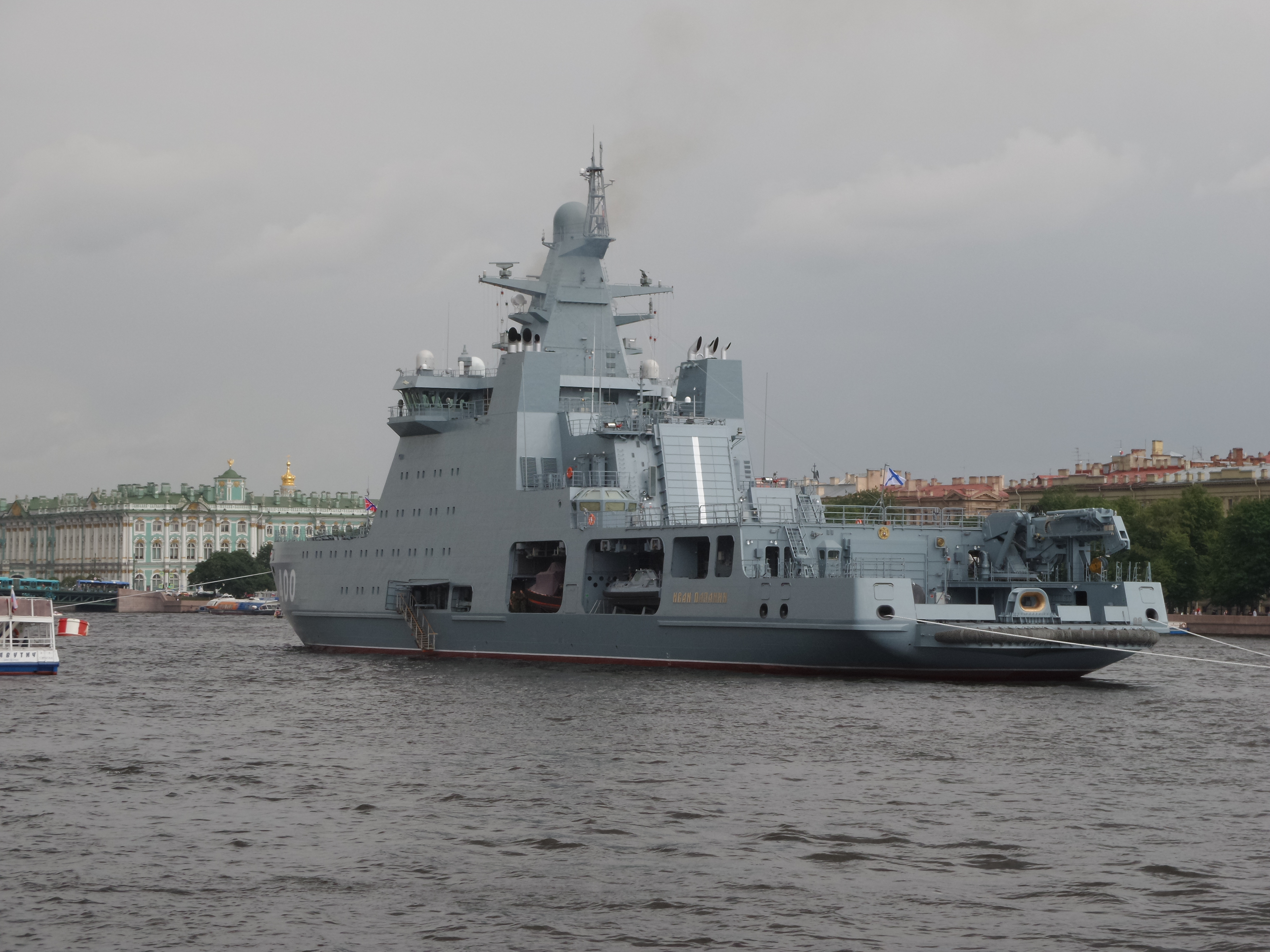
Ivan Papanin

Plavidla budou schopna operací v oblastech s ledem silným až 1,5 metru. Kromě až 60členné posádky mohou ubytovat dalších až 50 osob. Na palubě bude možné umístit dva rychlé čluny projektu 03160. Výzbroj bude tvořit jeden 76mm kanón AK-176MA a dva výklopné čtyřnásobné kontejnery nesoucí řízené střely Kalibr-NK. Na zádi bude přistávací plocha pro jeden záchranný vrtulník Ka-27PL, nebo protiponorkový vrtulník Ka-27PS. Plavidla mají dieselelektrický pohon. Tvoří jej dva diesely 10D49 a čtyři generátory Kolomna 28-9DG, každý o výknou 3500 kW. Nejvyšší rychlost bude 18 uzlů. Dosah bude 6000 námořních mil.